# Karl Sterrer

Karl Sterrer (né le 4 décembre 1885 à Vienne, mort le 10 juin 1972 à Vienne) est un peintre et graphiste autrichien.

## Biographie
Karl Sterrer est le fils du sculpteur du même nom et est diplômé de l'Académie des beaux-arts de Vienne après avoir suivi les cours de Alois Delug et Christian Griepenkerl. En 1908, il reçoit le prix de Rome autrichien et voyage en 1910 et 1911 dans le sud de l'Italie. En 1911 il devient membre de la Künstlerhaus Wien.
En novembre 1915, Karl Sterrer intègre le Landsturm et postule auprès du service de propagande en tant qu'artiste de guerre où il entre en 1916 pour aller aux fronts avec la Russie et l'Italie. À l'été 1918, il est transféré à la demande spéciale de l'armée de l'air dans le Tyrol. Il peint et dessine principalement des portraits de pilotes et des affiches pour l'emprunt de guerre.
En 1920 Sterrer est intéressé par la technique de la gravure. En 1921 il enseigne à l'Académie de Vienne et est titulaire en 1922. Leopold Hauer (de), Hans Fronius (de), Rudolf Hausner et Max Weiler comptent parmi ses élèves. En 1937 et 38, il en est le recteur. En 1957, il reçoit le Grand Prix d'État autrichien.
Son travail comprend des portraits, des compositions figuratives, des paysages, des nus, et des vitraux. Ses œuvres de guerre sont exposées au Heeresgeschichtliches Museum.
Karl Sterrer est enterré au cimetière d'Hütteldorf.

## Source, notes et références
- (de) Cet article est partiellement ou en totalité issu de l’article de Wikipédia en allemand intitulé « Karl Sterrer (Maler) » (voir la liste des auteurs).